# Сокольнический вагоноремонтно-строительный завод
Соко́льнический вагоноремо́нтно-строи́тельный заво́д (СВаРЗ) — завод в Москве, специализирующийся на ремонте и производстве средств общественного транспорта; филиал ГУП «Мосгортранс». Располагается в районе Сокольники по адресу улица Матросская Тишина, дом 15/17.

## История
Завод был основан в 1905 году как «Сокольнические ремонтно-трамвайные мастерские». Создание их стало следствием бурного развития на рубеже XIX—XX веков московского трамвая, увеличения протяжённости его маршрутной сети и количества подвижного состава.

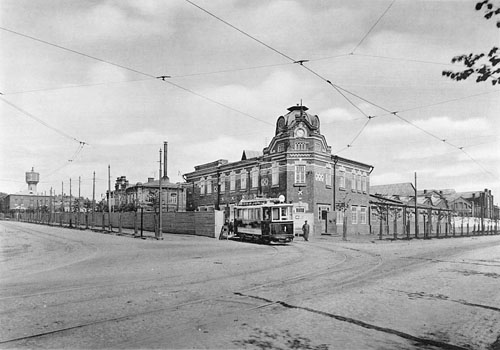
Сокольнические ремонтно-трамвайные мастерские. 1913 год

Уже в первые годы существования Сокольнические ремонтно-трамвайные мастерские превращаются в одно из крупнейших промышленных предприятий Москвы. К 1917 году численность рабочих предприятия составляла около 5 тыс. человек.
Рабочие предприятия принимают активное участие в революционном движении. В августе 1917 года здесь возникает организация РСДРП(б), среди активных работников которой — М. З. Андреев, П. В. Ростовщиков (делегат VI съезда РСДРП(б)), В. Г. Шумкин. Под руководством Андреева и Шумкина из рабочих предприятия был организован отряд Красной гвардии. Во время Октябрьского вооружённого восстания в Москве красногвардейцы этого отряда сражались с юнкерами на Мясницкой улице у Московского почтамта и на Тверском бульваре; при этом мастерские стали главным центром формирования, вооружения и обучения боевых отрядов, направляемых в распоряжение Московского ВРК (около 3000 красногвардейцев и рабочих Подмосковья). В ноябре 1957 года в честь В. Г. Шумкина была названа улица в Москве.
После Октябрьской революции мастерские были национализированы; позднее на их основе был создан Сокольнический вагоноремонтно-строительный завод (СВАРЗ). В 1920-е годы завод СВАРЗ находился в подчинении Управления Московских городских железных дорог, с 1928 по 1932 годы — Треста Московских городских железных дорог, с 1932 года — Мострамвайтреста. С середины 1930-х годов и до 1957 года носил имя Л. М. Кагановича.
За время своего существования предприятие изготавливало широчайшую номенклатуру продукции: от артиллерийских снарядов во время обеих, Первой мировой и Великой Отечественной войн, до фуникулёров в сочинских санаториях и уникальных дорожных постов ГАИ, установленных на всех въездах в Москву в преддверии летних Олимпийских игр 1980 года.
В 1930 году завод освоил выпуск прицепных трамвайных вагонов типа С. В 1947 году был освоен выпуск ходовых тележек типа 2ДС для вагонов модели МТВ-82.

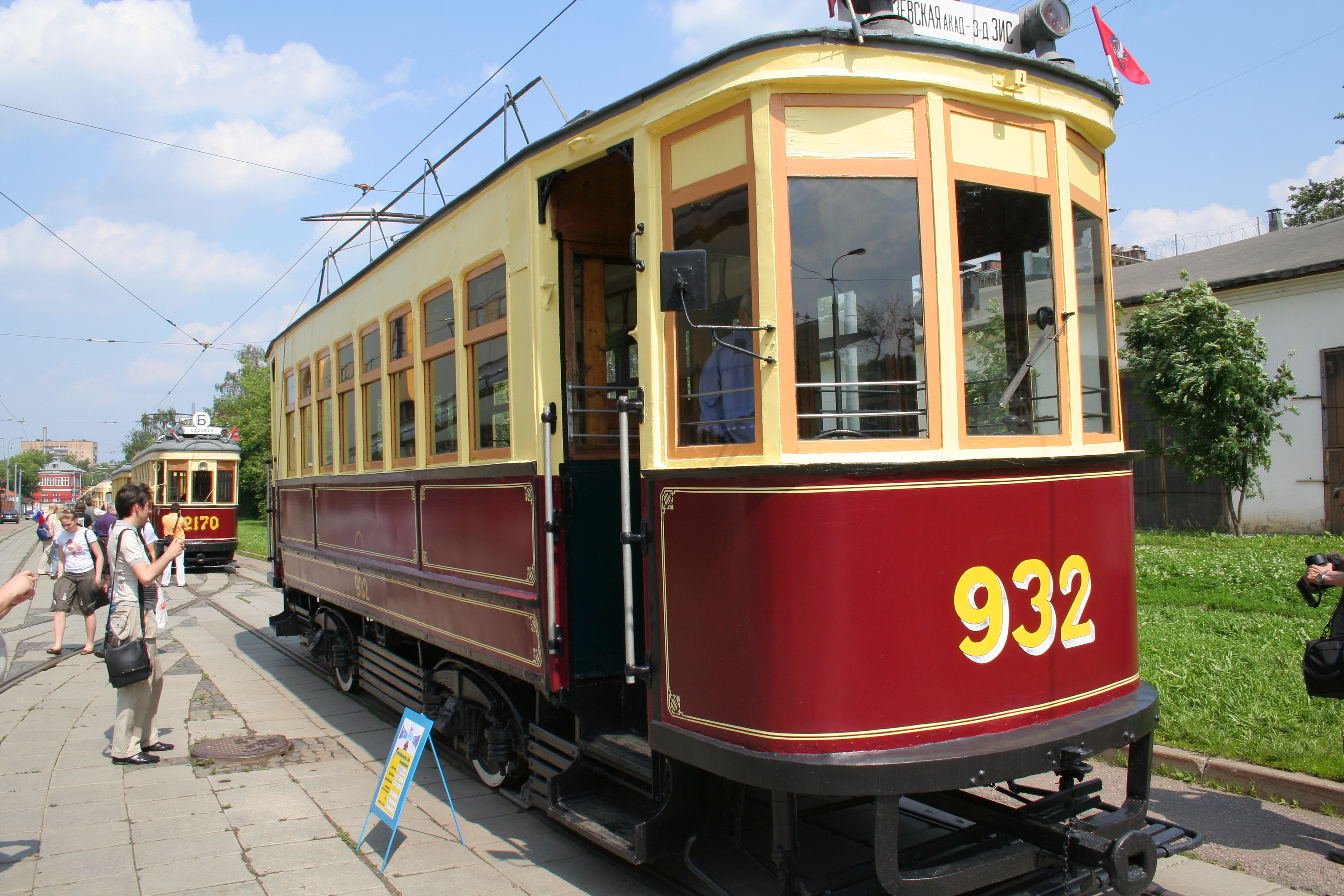
БФ № 932 в Москве

С 1950 года началась модернизация прицепных трамвайных вагонов и вагонов серии БФ. До 1976 года СВАРЗ проводил капитальный ремонт вагонов МТВ-82 и Татра.
С января 1934 года на заводе «СВаРЗ» была начата сборка троллейбусов модели «ЛК». В течение 1934—1936 годов завод был единственным массовым производителем первых советских троллейбусов модели «ЛК».
В первые дни Великой Отечественной войны завод получил задание срочно обеспечить выпуск камер реактивных снарядов, и это задание было выполнено: завод уже через несколько дней развернул выпуск новой продукции. Делали здесь и 76-миллиметровые снаряды для пушек, и миниатюрные детали для затворов пистолета-пулемёта Шпагина.
Указом Президиума Верховного Совета СССР 24 ноября 1942 года «За образцовое выполнение задания Правительства по производству боеприпасов» завод был награждён орденом Трудового Красного Знамени. Многие работники завода были удостоены государственных наград.

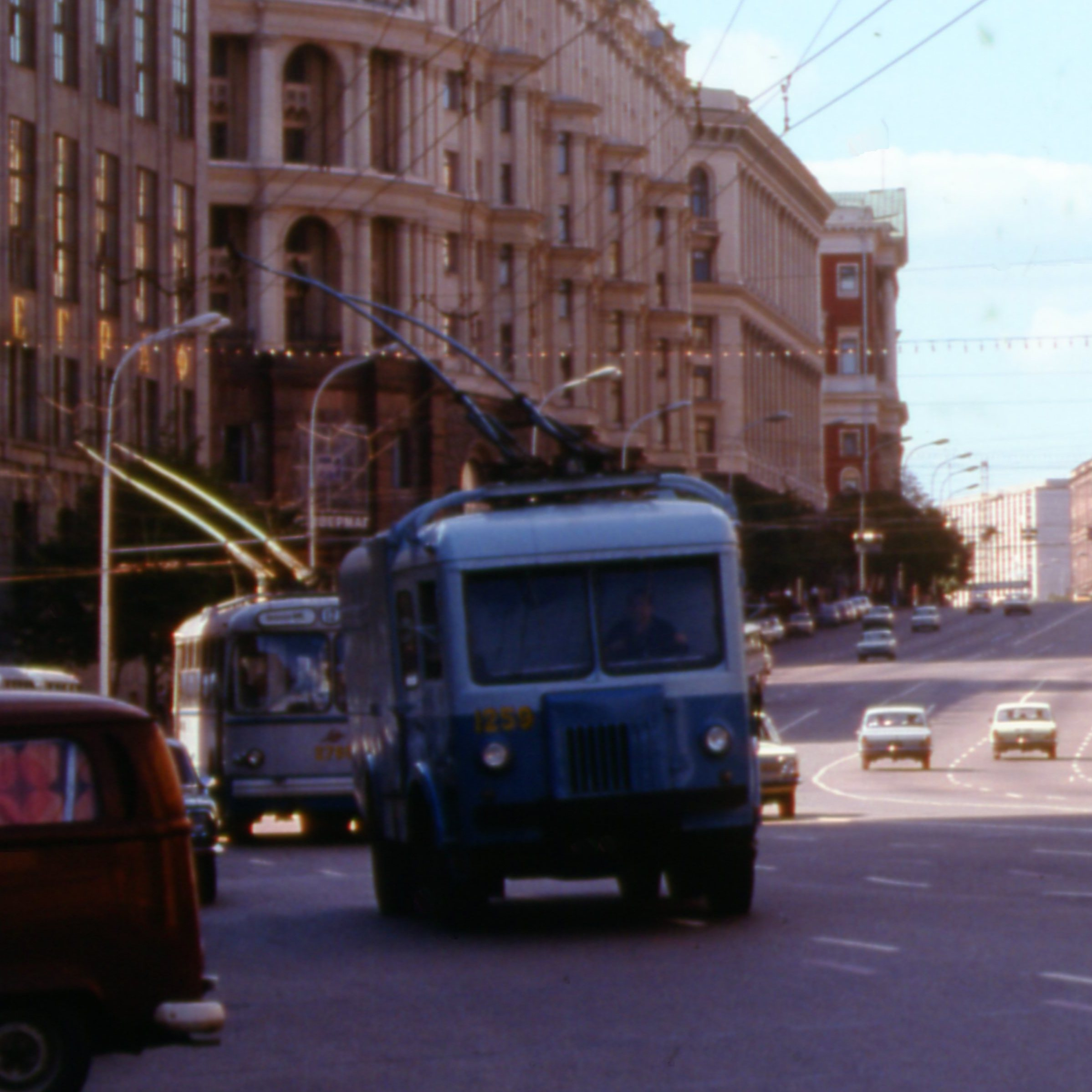
Грузовой троллейбус СВаРЗ на улице Горького в 1970-х

В 1955—1956 годах предприятие изготовило 18 троллейбусов экскурсионного типа модели ТБЭС для выставочной линии ВСХВ (ВДНХ). В течение 1958—1964 гг. изготовлено 524 единицы модернизированной модели этого троллейбуса МТБЭС для городских магистралей. Весной 1959 года СВаРЗ спроектировал и изготовил первый в СССР сочленённый троллейбус СВаРЗ-ТС1. В течение 1959—1963 годов предприятие изготовило 45 таких машин, а в 1964-68 годах — 90 сочленённых троллейбусов модели ТС-2. На протяжении 10 лет (с 1960 по 1970 гг.) завод изготавливал также грузовые троллейбусы модели ТГ-1 и ТГ-3.

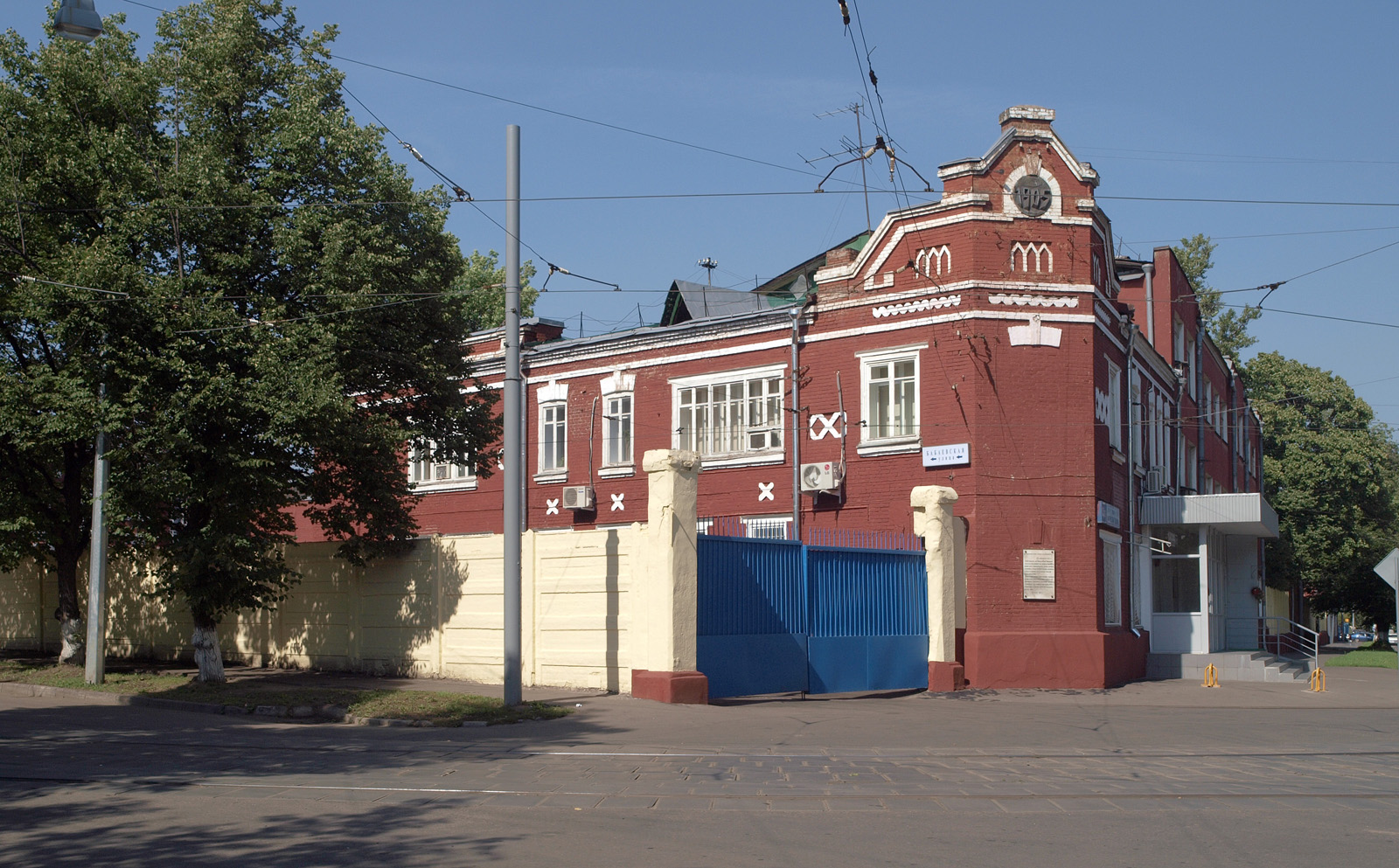
СВаРЗ в 2009 году

В разные годы на СВаРЗе были изготовлены для городского хозяйства Москвы рельсоуборочные машины, рельсотранспортёры, кабелеукладчики, передвижные высоковольтные подстанции, автовышки для технического обслуживания и ремонта контактной сети трамвая и троллейбуса. Для вновь строящихся многоэтажных зданий изготовлено около 1,5 тысяч лебёдок T-1000 для лифтов типа ЭМИЗ и других, а также кабин лифтов. Со второй половины 1960-х годов основной сварзовской продукцией, наряду с ремонтом ходовых и силовых агрегатов трамвая, стал капитальный ремонт автобусов: сначала машин ЛиАЗ-677, а впоследствии — автобусов семейства «Ikarus» и их агрегатов и автобусов ЛиАЗ-5256 и ЛиАЗ-6212. В настоящее время завод СВаРЗ делает капитальный ремонт только единицам автобусов.

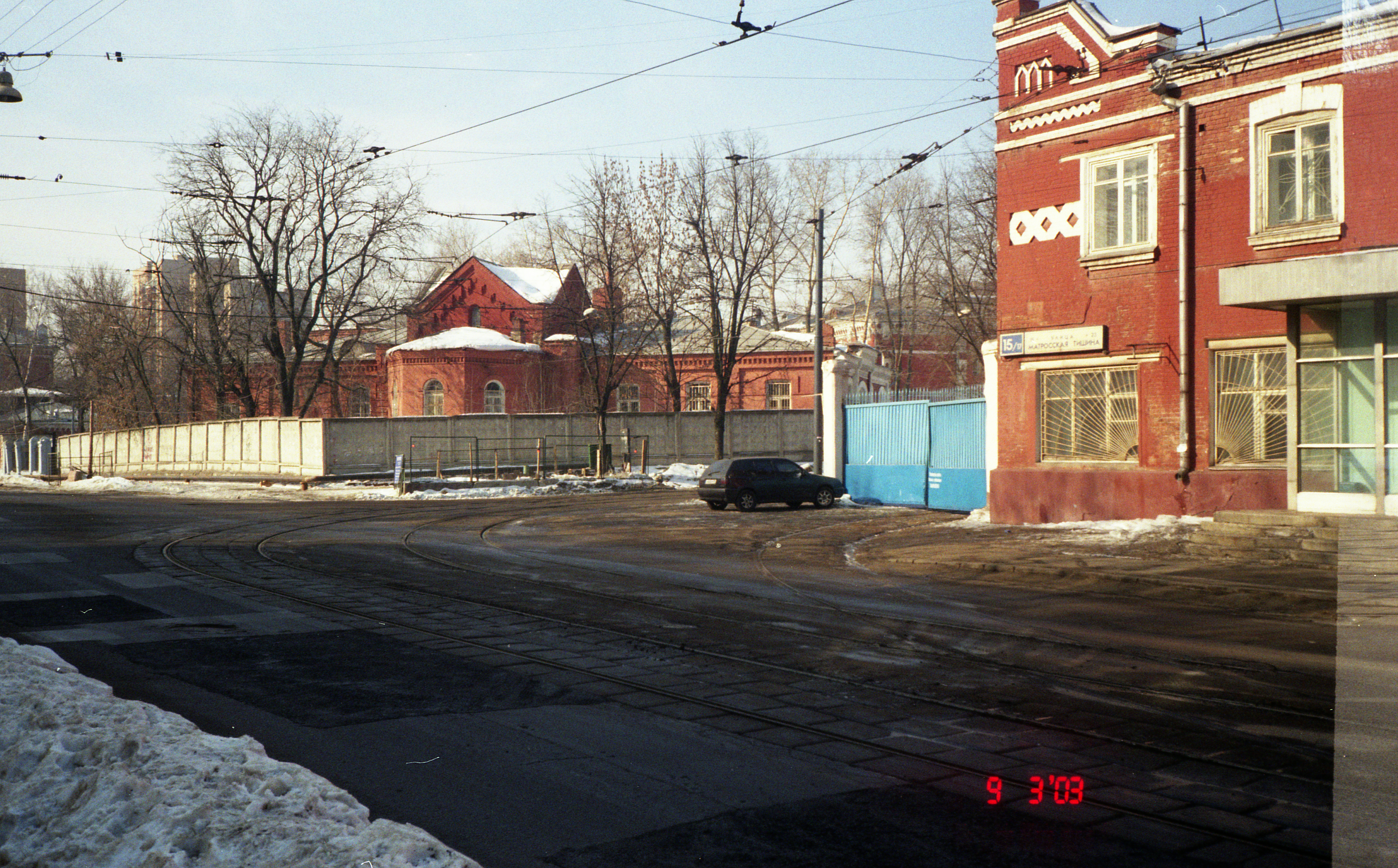
Заезд на СВаРЗ (2003)

Для нужд муниципальных и ведомственных стоянок на заводе разработана и запатентована механическая противоугонная система «МОПС». СВаРЗ выполняет капитальный ремонт трамвайных тележек Усть-Катавского вагоностроительного завода и трамваев Tatra T3.
В 2013 году к заводу были организационно присоединены Московский троллейбусный завод и Трамвайно-ремонтный завод, ставшие его филиалами.
Летом 2019 года Мэр Москвы Сергей Собянин и генеральный директор «КамАЗа» Сергей Когогин подписали соглашение о создании в Москве производства электробусов и электрокомпонентов к ним. Инженерно-производственный и инновационный центры создадут на территории Сокольнического вагоноремонтно-строительного завода (СВаРЗ). Проектная мощность предприятия составит не менее 500 электробусов в год.

## Продукция СВаРЗ

### Серийные модели
- Троллейбус СВаРЗ-МТБЭС
- Троллейбусы СВаРЗ-ТС-1 и ТС-2
- Троллейбус СВаРЗ-ТГ-3
- Троллейбус СВаРЗ-Икарус (в кузовах автобусов Ikarus 280 и Ikarus 283)
- Троллейбус СВаРЗ-6235.00
- Троллейбус СВаРЗ-6235.01
- Троллейбус СВаРЗ-6237
- Троллейбус СВаРЗ-6238
- Троллейбус СВаРЗ-МАЗ-6275
- Электробус КамАЗ-6282

### Опытные модели
- Троллейбус СВаРЗ-ТБЭС
- Троллейбус СВаРЗ-ЛиАЗ-6220
- Троллейбус СВаРЗ-6234
- Автобус СВаРЗ-6240
- Электробус СВаРЗ-МАЗ-6262

## СВаРЗ в массовой культуре и фольклоре
В фильме «Берегись автомобиля» героиня Ольги Аросевой — Люба, водит троллейбус СВаРЗ-МТБЭС № 413.
В повести «Стремнина» (1985 г.), писатель А. К. Ливанов рассказывает о рабочем СВаРЗа Борисе Васильевиче Жарове и о рабочих традициях на предприятии.